# Tamaqua (Pennsylvanie)
Tamaqua est un borough situé au centre-est du comté de Schuylkill, en Pennsylvanie, aux États-Unis,. En 2010, il comptait une population de 6 691 habitants. Il est incorporé en 1832.

## Démographie
Lors du recensement de 2010, le borough comptait une population de 7 107 habitants. Elle est estimée, en 2019, à 6 691 habitants.

## Réaction face à un projet de décharge
En 2007 face à un projet de décharge toxique, les habitants de Tamaqua ont décidé de rédiger une nouvelle législation sans précédent, qui reconnaît les droits de la nature.

### Source de la traduction
- (en) Cet article est partiellement ou en totalité issu de l’article de Wikipédia en anglais intitulé « Tamaqua, Pennsylvania » (voir la liste des auteurs).